# (10200) Quadri
(10200) Quadri  es un asteroide perteneciente al cinturón de asteroides, descubierto el 7 de julio de 1997 por Vittorio Goretti desde el Observatorio de Pianoro, en Italia.

## Designación y nombre
Quadri se designó inicialmente como 1997 NZ2.
Más adelante fue nombrado en honor al maestro y astrónomo aficionado italiano  Ulisse Quadri (n. 1953).

## Características orbitales
Quadri orbita a una distancia media del Sol de 2,7228 ua, pudiendo acercarse hasta 2,2724 ua y alejarse hasta 3,1731 ua. Tiene una excentricidad de 0,1654 y una inclinación orbital de 4,3756° grados. Emplea en completar una órbita alrededor del Sol 1641 días.

## Características físicas
Su magnitud absoluta es 14,4. Tiene 6,225 km de diámetro. Su albedo se estima en 0,095.